# جورج إدر
جورج إدر (بالألمانية: Georg Eder)‏ هو عالم عقيدة نمساوي، ولد في 6 مارس 1928 في Mattsee ‏ في النمسا، وتوفي بنفس المكان في 19 سبتمبر 2015.

## روابط خارجية
- جورج إيدير على موقع مونزينجر (الألمانية)